# 12 октября (футбольный клуб)
«12 октября» (исп. 12 de Octubre Football Club) — парагвайский футбольный клуб. Основан 14 августа 1914 года и базируется в городе Итаугуа, в 30 км от Асунсьона. Клуб добился своего первого восхождения в высший дивизион в 1997 году, где он оставался до 2009 года, когда вернулся во второй дивизион. В 2014 году вновь поднялся в элиту, но по окончании сезона отправился во вторую лигу.

## История
В 2002 году «12 октября» неожиданно сумел выиграть титул победителя Клаусуры, это историческое достижение для футбола Парагвая, ведь «12 октября» стал первым клубом UFI (исп. Unión del Fútbol del Interior — Футбольного Союза Интериора), который выиграл официальный турнир первого дивизиона. Этот успех имел ещё большую ценность, так как клуб победил мощных противников в борьбе за чемпионский титул, таких как «Олимпия» — победителя Кубка Либертадорес 2002 года, «Либертад» — самый успешный клуб 2000-х годов в Парагвае, и «Серро Портеньо» — один из традиционно сильнейших клубов в стране. Этот титул также дал право участвовать в Кубке Либертадорес в следующем году, когда «12 октября» вылетел в первом туре. Однако клуб не стал чемпионом Парагвая, поскольку на тот момент Клаусура была лишь этапом единого первенства.
«12 октября» спасся от вылета в последний день 2007 года, после того сезона многие представители тренерского штаба ушли в отставку. Клуб играл со своим прямым конкурентом в борьбе за выживание, «Спортиво Триниденсе». Только победа могла спасти «12 октября». На 85-й минуте команда из Тринидада повела в счёте 1:0. Но за несколько минут до конца игры результат матча кардинально изменился за счёт голов Диего Миранды и Элвиса Марекоса и в итоге была вырвана победа со счётом 2:1, хотя «Триниденсе» могли выиграть — у футболистов этой команды было несколько выходов один на один с голкипером. «12 октября» спасся от понижения напрямую, но всё же команде пришлось играть стыковые матчи против клуба «Хенераль Диас» из города Луке. Первый матч выиграли соперники (2:1) на стадионе «Олимпии». Во втором матче была добыта победа 4:2 и клуб обеспечил себе пребывание в Высшем дивизионе на следующий год.
В 2009 году команда снова очутилась на предпоследней строчке, второй раз за последние три сезона, клубу снова пришлось играть две стыковые игры для того, чтобы остаться в элите. «12 октября» сошёлся в борьбе со «Спорт Клуб Колумбия», перед которым не устоял в серии пенальти после того, как две игры не выявили победителя в основное время. Таким образом, «12 октября» вернулся во второй дивизион после 11 лет в элите (1998—2009).
В 2010 году команда играла неоднозначно во втором дивизионе, закончив сезон в середине таблицы. В 2011 году в команду пришёл в качестве технического директора Хасинто Элисече, но плохая работа в течение сезона привела к его увольнению. Его сменил Эстанислао Струвай. В 2013 году «12 октября» завоевал путёвку в элитный дивизион.

## Форма
Основная форма: белые футболки с синими вертикальными полосками, синие или белые шорты, синие гетры. Их форма похожа на форму «Депортиво Ла-Корунья» и «Эспаньола» (Испания).
Альтернативная форма: белые или синие футболки, синие шорты, белые или синие гетры.